# 阿瓦德斯
阿瓦德斯，是西班牙卡斯蒂利亚-莱昂塞戈维亚省的一个市镇。 总面积32平方公里，总人口869人（2001年），人口密度27人/平方公里。